# Исенжулов, Андижан Исенжулович
Андижан Исенжу́лов (1910—1996) — советский учёный, кандидат биологических наук (1949), заслуженный зоотехник Казахской ССР (1951).

## Биография
Родился 2(15) февраля 1910 года в ауле Жымпиты Западно-Казахстанской области.
В 1935 году окончил кафедру зоотехнологии Алма-Атинского ветеринарного института.
С 1936 по 1942 год — младший (затем и старший) научный работник Казахского филиала АН СССР.
1949—1955 и 1962—1982 — заведующий лабораторией гибридизации и скрещивания Института экспериментальной биологии АН КазССР.
1957—1962 — старший научный сотрудник Казахского НИИ животноводства. Кандидат биологических наук (1949).
Умер 14 февраля 1996 года в Алма-Ате.

## Награды и премии
- Сталинская премия третьей степени (1950) — за выведение новой породы тонкорунных овец «Казахский архаромеринос»
- орден Трудового Красного Знамени[1]
- два ордена «Знак Почёта»[1]
- медали[1]
- заслуженный зоотехник Казахской ССР (1951)[1].